# ادی گورودتسکی
ادی گورودتسکی (انگلیسی: Eddie Gorodetsky؛ زادهٔ ۶ نوامبر ۱۹۵۶) بازیگر، فیلم‌نامه‌نویس و تهیه‌کننده تلویزیونی اهل ایالات متحده آمریکا است.
وی همچنین برندهٔ جوایزی همچون جوایز امی ساعات پربیننده شده‌است.